# 侯禮
侯禮（14世紀—15世紀），字立之，廣西桂林府臨桂縣人，明朝政治人物。

## 生平
侯禮是洪武二十三年（1390年）庚午科廣西鄉試舉人，授江西按察司僉事，三十一年（1398年）因事謫連州判官，當地瑤賊貌阿孫等多年劫掠鄉村而不能被制止，他親自到其巢穴諭以禍福，使對方歸順，不久八排瑤民廖黃秀等三百多人佔據高良鄉打算進攻州城，他招撫對方編入冊籍，永樂四年（1406年）秩滿陞連州知州，九年後考績，州民赴闕請求留任，因此再任職九年。

## 引用
1. 1 2  光緒《臨桂縣志·卷二十八·人物一》：侯禮，《粵西文載》（云）禮洪武庚午舉人，拜江西僉事，坐事左遷連州判官，會猺賊貌阿孫等劫掠鄉村，經年不能制，禮躬抵賊巢諭以禍福，阿孫率眾向化，未幾猺蠻廖黃秀等三百餘人據高良鄉欲攻州城，禮又招徠之悉為編氓，秩滿陞本州知州，九載考績民詣闕保留，復任九載。
2. ↑  同治《連州志·卷五·職官志》：侯禮，字立之，臨桂人，洪武中以舉人拜江西僉事，坐事左遷連州判官，會猺賊貌阿孫等劫掠經年，禮躬抵賊巢諭以禍福，賊率眾向化，未幾八排猺廖廣秀復據高良鄉，禮再招徠之悉為編氓，秩滿陞本州知州，九載考績，民詣闕留之，復任九載。